# Giourkas Seitaridis
Giourkas Seitaridis (Pireu, 4 de junho, 1981) é um ex-futebolista grego.
Foi campeão da Eurocopa de 2004.

## Carreira

### Inicio e Euro 2004
Seitaridis iniciou a carreira no PAS Giannina, da Grécia. Lá ele levou o clube a primeira divisão em 2000/2001. Em 2001, Seitaridis foi para o Panathinaikos. Foi o campeão grego na temporada 2003/2004. Em 2004, após ser campeão da Eurocopa 2004 foi transferido para o Porto por 3 milhões de euros.

### Pós Euro 2004
Em 2005 foi para o Dínamo de Moscou por 10 milhões de euros em 2006 para o Atlético de Madrid por 12 milhões de euros.
No Atlético de Madrid marcou seu primeiro gol contra o Gloria Bistrita, pela Copa Intertoto. Em Novembro de 2007 sofreu uma lesão e ficou fora dos gramados por 6 meses.
Em Maio de 2009 o jogador e o Atlético de Madrid rescindiram mutuamente o contrato, ficando desta forma um "jogador livre".
Em Novembro de 2009, voltou para o Panathinaikos

## Títulos
Panathinaikos
- Campeonato Grego: 2003-04
- Copa da Grécia: 2003-04

Porto
- Campeonato Mundial de Clubes: 2004

Seleção Grega de Futebol
- Euro 2004